# فلیکس شاکاریان
فلیکس پوغوسی شاکاریان (ارمنی: Ֆելիքս Պողոսի Շաքարյան؛  زادهٔ ۱۴ مارس ۱۹۳۹ - درگذشته ۲۹ دسامبر ۲۰۱۵) نویسنده، نثرنویس اهل ارمنستان بود. وی بین سال‌های ۱۹۶۸ تا ۲۰۱۵ میلادی فعالیت می‌کرد.

## زندگی‌نامه
وی در ۱۴ مارس ۱۹۳۹ در اودزون به دنیا آمد و از دانشگاه ملی علوم کشاورزی ارمنستان و انستیتو ادبی ماکسیم گورکی (۱۹۷۵) فارغ‌التحصیل گشت. وی از سال ۱۹۷۱ عضو اتحادیه نویسندگان ارمنستان بود.  وی همچنین برندهٔ جوایزی همچون مدال یادبود گریگور نارکاتسی (۲۰۱۴)، مدال برای شایستگی ادبی (۲۰۰۹)، جایزه گریگور ظهراب (۱۹۹۱) و مدال طلای وزارت فرهنگ جمهوری ارمنستان (۲۰۰۹) شده است. وی در ۲۹ دسامبر ۲۰۱۵ در سن ۷۶ سالگی در ایروان درگذشت.

## یادداشت
1. ↑  ՀԳՄ «Գրական վաստակի համար» մեդալ
2. ↑  ՀԳՄ Գրիգոր Զոհրապ մրցանակ